# Minas de Barroterán
Minas de Barroterán es una localidad del estado mexicano de Coahuila. Es parte del municipio de Múzquiz.

## Demografía
| Gráfica de evolución demográfica |
|                                  |

| Censo | Población |
| ----- | --------- |
| 1950  | 572       |
| 1960  | 4 004     |
| 1970  | 6 589     |
| 1980  | 8 863     |
| 1990  | 10 568    |
| 2000  | 8 068     |
| 2010  | 7 842     |
| 2020  | 7 746     |